# سان می‌یل
سان می‌یِل (به فرانسوی: Saint-Mihiel) یک کمون در فرانسه است که در کانتون سان می‌یل واقع شده است.

## خصوصیات
سان می‌یل ۳۳ کیلومتر مربع مساحت و ۵٬۲۶۰ نفر جمعیت دارد و ۲۲۸ متر بالاتر از سطح دریا واقع شده است.

## تاریخچه
در طول جنگ‌های جهانی اول و دوم سان می‌یل به علت نزدیکی به مرز آلمان بیشترین آسیب‌ها را می‌دید. سرشناسی این شهر در تاریخ به خاطر نبرد سان می‌یل در جنگ جهانی دوم است.

## خواهرخوانده
شهر انکنباخ-آلسنبورن خواهرخواندهٔ سان می‌یل است.